# Henry Clerckx
Henricus Stephanus "Henri" Clerckx (Linkhout, 31 de agosto de 1936 - 19 de dezembro de 1985) foi um fundista belga.
Henry Clerckx venceu a Corrida Internacional de São Silvestre, em 1963. Competiu nos 5000m e 1000m em Tóquio 1964.